# Elecciones municipales de 2023 en La Palma
El 28 de mayo de 2023 se celebraron elecciones municipales en los 14 municipios de la isla canaria de La Palma. Ese día también se celebraronn elecciones al Cabildo de La Palma y al Parlamento de Canarias.

## Resumen de alcaldías
| Municipio                                                                              | Con | 2023                          |
| -------------------------------------------------------------------------------------- | --- | ----------------------------- |
| Los Llanos de Aridane                                                                  | 21  | Javier Llamas (CC)            |
| Santa Cruz de La Palma                                                                 | 17  | Asier Antona (PP-CC)          |
| Breña Alta                                                                             | 13  | Jonathan de Felipe (CC)       |
| Breña Baja                                                                             | 13  | Borja Pérez Sicilia (PP)      |
| El Paso                                                                                | 13  | Ángeles Nieves Fernández (CC) |
| Puntagorda                                                                             | 11  | Vicente Rodríguez (PSOE)      |
| Puntallana                                                                             | 11  | Víctor Guerra (PSOE)          |
| San Andrés y Sauces                                                                    | 11  | Francisco Paz (PSOE)          |
| Tazacorte                                                                              | 11  | Manuel González (PSOE-CC-PP)* |
| Tijarafe                                                                               | 11  | Marcos Lorenzo (CC)           |
| Villa de Mazo                                                                          | 11  | Idafe Hernández (CC-PP-MAE)   |
| Barlovento                                                                             | 9   | Jacob Qadri (PP)              |
| Fuencaliente                                                                           | 9   | Domingo Guerra (CC)           |
| Garafía                                                                                | 9   | José Ángel Sánchez (PP-CC)    |
| (*): David Ruiz (CC) ocupará el cargo de alcalde en el último bienio de la legislatura |     |                               |

## Barlovento
|                         | Candidatura | Candidatura                              | Votos | %                               | Concejales                      |
| ----------------------- | ----------- | ---------------------------------------- | ----- | ------------------------------- | ------------------------------- |
| Barlovento 9 concejales |             | Partido Popular (PP)                     | 693   | 54,73                           | 6                               |
| Barlovento 9 concejales |             | Partido Socialista Obrero Español (PSOE) | 335   | 26,46                           | 2                               |
| Barlovento 9 concejales |             | Coalición Canaria (CCa)                  | 228   | 18,00                           | 1                               |
| Barlovento 9 concejales | En blanco   | En blanco                                | 10    | 0,78                            |                                 |
| Barlovento 9 concejales | Votos nulos | Votos nulos                              | 28    | Participación: \| \| 78,42 % \| | Participación: \| \| 78,42 % \| |
| Barlovento 9 concejales | Votantes    | Votantes                                 | 1294  | Participación: \| \| 78,42 % \| | Participación: \| \| 78,42 % \| |
|                         | 78,42 %     |                                          |       |                                 |                                 |

## Breña Alta
|                          | Candidatura | Candidatura                              | Votos | %                               | Concejales                      |
| ------------------------ | ----------- | ---------------------------------------- | ----- | ------------------------------- | ------------------------------- |
| Breña Alta 13 concejales |             | Coalición Canaria (CCa)                  | 2 843 | 68,22                           | 10                              |
| Breña Alta 13 concejales |             | Partido Socialista Obrero Español (PSOE) | 829   | 19,89                           | 2                               |
| Breña Alta 13 concejales |             | Partido Popular (PP)                     | 298   | 7,15                            | 1                               |
| Breña Alta 13 concejales |             | Unidas Sí Podemos (USP)                  | 102   | 2,44                            |                                 |
| Breña Alta 13 concejales |             | Vox (VOX)                                | 60    | 1,43                            |                                 |
| Breña Alta 13 concejales | En blanco   | En blanco                                | 35    | 0,83                            |                                 |
| Breña Alta 13 concejales | Votos nulos | Votos nulos                              | 52    | Participación: \| \| 71,55 % \| | Participación: \| \| 71,55 % \| |
| Breña Alta 13 concejales | Votantes    | Votantes                                 | 4 219 | Participación: \| \| 71,55 % \| | Participación: \| \| 71,55 % \| |
|                          | 71,55 %     |                                          |       |                                 |                                 |

## Breña Baja
|                          | Candidatura | Candidatura                              | Votos | %                               | Concejales                      |
| ------------------------ | ----------- | ---------------------------------------- | ----- | ------------------------------- | ------------------------------- |
| Breña Baja 13 concejales |             | Partido Popular (PP)                     | 1 550 | 51,47                           | 7                               |
| Breña Baja 13 concejales |             | Coalición Canaria (CCa)                  | 838   | 27,83                           | 4                               |
| Breña Baja 13 concejales |             | Partido Socialista Obrero Español (PSOE) | 515   | 17,10                           | 2                               |
| Breña Baja 13 concejales |             | Vox (VOX)                                | 60    | 1,99                            |                                 |
| Breña Baja 13 concejales | En blanco   | En blanco                                | 48    | 1,59                            |                                 |
| Breña Baja 13 concejales | Votos nulos | Votos nulos                              | 55    | Participación: \| \| 66,33 % \| | Participación: \| \| 66,33 % \| |
| Breña Baja 13 concejales | Votantes    | Votantes                                 | 3 066 | Participación: \| \| 66,33 % \| | Participación: \| \| 66,33 % \| |
|                          | 66,33 %     |                                          |       |                                 |                                 |

## Fuencaliente de La Palma
|                                       | Candidatura | Candidatura                              | Votos | %                               | Concejales                      |
| ------------------------------------- | ----------- | ---------------------------------------- | ----- | ------------------------------- | ------------------------------- |
| Fuencaliente de La Palma 9 concejales |             | Coalición Canaria (CCa)                  | 606   | 52,15                           | 5                               |
| Fuencaliente de La Palma 9 concejales |             | Partido Socialista Obrero Español (PSOE) | 275   | 23,66                           | 2                               |
| Fuencaliente de La Palma 9 concejales |             | Unión Progresista de Fuencaliente (UPF)  | 164   | 14,11                           | 1                               |
| Fuencaliente de La Palma 9 concejales |             | Sí Se Puede (SSP)                        | 103   | 8,86                            | 1                               |
| Fuencaliente de La Palma 9 concejales | En blanco   | En blanco                                | 14    | 1,20                            |                                 |
| Fuencaliente de La Palma 9 concejales | Votos nulos | Votos nulos                              | 10    | Participación: \| \| 81,61 % \| | Participación: \| \| 81,61 % \| |
| Fuencaliente de La Palma 9 concejales | Votantes    | Votantes                                 | 1 172 | Participación: \| \| 81,61 % \| | Participación: \| \| 81,61 % \| |
|                                       | 81,61 %     |                                          |       |                                 |                                 |

## Garafía
|                      | Candidatura | Candidatura                                     | Votos | %                               | Concejales                      |
| -------------------- | ----------- | ----------------------------------------------- | ----- | ------------------------------- | ------------------------------- |
| Garafía 9 concejales |             | Partido Popular (PP)                            | 349   | 37,44                           | 4                               |
| Garafía 9 concejales |             | Partido Socialista Obrero Español (PSOE)        | 344   | 36,90                           | 3                               |
| Garafía 9 concejales |             | Coalición Canaria (CCa)                         | 181   | 19,42                           | 2                               |
| Garafía 9 concejales |             | Nueva Canarias-Frente Amplio Canarista (NC-FAC) | 48    | 5,15                            | 0                               |
| Garafía 9 concejales | En blanco   | En blanco                                       | 10    | 1,07                            |                                 |
| Garafía 9 concejales | Votos nulos | Votos nulos                                     | 21    | Participación: \| \| 67,63 % \| | Participación: \| \| 67,63 % \| |
| Garafía 9 concejales | Votantes    | Votantes                                        | 953   | Participación: \| \| 67,63 % \| | Participación: \| \| 67,63 % \| |
|                      | 67,63 %     |                                                 |       |                                 |                                 |

## Los Llanos de Aridane
|                                     | Candidatura | Candidatura                              | Votos  | %                               | Concejales                      |
| ----------------------------------- | ----------- | ---------------------------------------- | ------ | ------------------------------- | ------------------------------- |
| Los Llanos de Aridane 21 concejales |             | Coalición Canaria (CCa)                  | 3 898  | 39,24                           | 9                               |
| Los Llanos de Aridane 21 concejales |             | Partido Popular (PP)                     | 3 559  | 35,83                           | 9                               |
| Los Llanos de Aridane 21 concejales |             | Partido Socialista Obrero Español (PSOE) | 1 305  | 13,13                           | 3                               |
| Los Llanos de Aridane 21 concejales |             | Movimiento Alternativo Electoral (MAE)   | 443    | 4,46                            |                                 |
| Los Llanos de Aridane 21 concejales |             | Unidas Sí Podemos (USP)                  | 397    | 3,99                            |                                 |
| Los Llanos de Aridane 21 concejales |             | Vox (VOX)                                | 235    | 2,36                            |                                 |
| Los Llanos de Aridane 21 concejales | En blanco   | En blanco                                | 95     | 0,95                            |                                 |
| Los Llanos de Aridane 21 concejales | Votos nulos | Votos nulos                              | 149    | Participación: \| \| 65,16 % \| | Participación: \| \| 65,16 % \| |
| Los Llanos de Aridane 21 concejales | Votantes    | Votantes                                 | 10 081 | Participación: \| \| 65,16 % \| | Participación: \| \| 65,16 % \| |
|                                     | 65,16 %     |                                          |        |                                 |                                 |

## El Paso
|                       | Candidatura | Candidatura                              | Votos | %                               | Concejales                      |
| --------------------- | ----------- | ---------------------------------------- | ----- | ------------------------------- | ------------------------------- |
| El Paso 13 concejales |             | Coalición Canaria (CCa)                  | 3 036 | 70,35                           | 10                              |
| El Paso 13 concejales |             | Partido Socialista Obrero Español (PSOE) | 595   | 13,78                           | 2                               |
| El Paso 13 concejales |             | Partido Popular (PP)                     | 585   | 13,55                           | 1                               |
| El Paso 13 concejales |             | Vox (VOX)                                | 48    | 1,11                            |                                 |
| El Paso 13 concejales | En blanco   | En blanco                                | 51    | 1,18                            |                                 |
| El Paso 13 concejales | Votos nulos | Votos nulos                              | 63    | Participación: \| \| 71,77 % \| | Participación: \| \| 71,77 % \| |
| El Paso 13 concejales | Votantes    | Votantes                                 | 4 378 | Participación: \| \| 71,77 % \| | Participación: \| \| 71,77 % \| |
|                       | 71,77 %     |                                          |       |                                 |                                 |

## Puntagorda
|                          | Candidatura | Candidatura                              | Votos | %                               | Concejales                      |
| ------------------------ | ----------- | ---------------------------------------- | ----- | ------------------------------- | ------------------------------- |
| Puntagorda 11 concejales |             | Partido Socialista Obrero Español (PSOE) | 720   | 69,16                           | 8                               |
| Puntagorda 11 concejales |             | Coalición Canaria (CCa)                  | 167   | 16,04                           | 2                               |
| Puntagorda 11 concejales |             | Partido Popular (PP)                     | 143   | 13,73                           | 1                               |
| Puntagorda 11 concejales | En blanco   | En blanco                                | 11    | 1,05                            |                                 |
| Puntagorda 11 concejales | Votos nulos | Votos nulos                              | 32    | Participación: \| \| 66,60 % \| | Participación: \| \| 66,60 % \| |
| Puntagorda 11 concejales | Votantes    | Votantes                                 | 1 073 | Participación: \| \| 66,60 % \| | Participación: \| \| 66,60 % \| |
|                          | 66,60 %     |                                          |       |                                 |                                 |

## Puntallana
|                          | Candidatura | Candidatura                              | Votos | %                               | Concejales                      |
| ------------------------ | ----------- | ---------------------------------------- | ----- | ------------------------------- | ------------------------------- |
| Puntallana 11 concejales |             | Partido Socialista Obrero Español (PSOE) | 832   | 54,30                           | 6                               |
| Puntallana 11 concejales |             | Coalición Canaria (CCa)                  | 544   | 35,50                           | 4                               |
| Puntallana 11 concejales |             | Partido Popular (PP)                     | 130   | 8,48                            | 1                               |
| Puntallana 11 concejales | En blanco   | En blanco                                | 26    | 1,69                            |                                 |
| Puntallana 11 concejales | Votos nulos | Votos nulos                              | 20    | Participación: \| \| 75,26 % \| | Participación: \| \| 75,26 % \| |
| Puntallana 11 concejales | Votantes    | Votantes                                 | 1 552 | Participación: \| \| 75,26 % \| | Participación: \| \| 75,26 % \| |
|                          | 75,26 %     |                                          |       |                                 |                                 |

## San Andrés y Sauces
|                                   | Candidatura | Candidatura                              | Votos | %                               | Concejales                      |
| --------------------------------- | ----------- | ---------------------------------------- | ----- | ------------------------------- | ------------------------------- |
| San Andrés y Sauces 11 concejales |             | Partido Socialista Obrero Español (PSOE) | 1 462 | 56,44                           | 7                               |
| San Andrés y Sauces 11 concejales |             | Partido Popular (PP)                     | 748   | 28,88                           | 3                               |
| San Andrés y Sauces 11 concejales |             | Coalición Canaria (CCa)                  | 354   | 13,66                           | 1                               |
| San Andrés y Sauces 11 concejales | En blanco   | En blanco                                | 26    | 1,00                            |                                 |
| San Andrés y Sauces 11 concejales | Votos nulos | Votos nulos                              | 34    | Participación: \| \| 72,80 % \| | Participación: \| \| 72,80 % \| |
| San Andrés y Sauces 11 concejales | Votantes    | Votantes                                 | 2 624 | Participación: \| \| 72,80 % \| | Participación: \| \| 72,80 % \| |
|                                   | 72,80 %     |                                          |       |                                 |                                 |

## Santa Cruz de La Palma
|                                      | Candidatura | Candidatura                                     | Votos | %                               | Concejales                      |
| ------------------------------------ | ----------- | ----------------------------------------------- | ----- | ------------------------------- | ------------------------------- |
| Santa Cruz de La Palma 17 concejales |             | Partido Popular (PP)                            | 2 571 | 33,45                           | 7                               |
| Santa Cruz de La Palma 17 concejales |             | Partido Socialista Obrero Español (PSOE)        | 2 167 | 28,19                           | 5                               |
| Santa Cruz de La Palma 17 concejales |             | Coalición Canaria (CCa)                         | 1 693 | 22,02                           | 4                               |
| Santa Cruz de La Palma 17 concejales |             | Nueva Canarias-Frente Amplio Canarista (NC-FAC) | 406   | 5,28                            | 1                               |
| Santa Cruz de La Palma 17 concejales |             | Drago Verdes Canarias (DVC)                     | 177   | 2,30                            |                                 |
| Santa Cruz de La Palma 17 concejales |             | Unidas Sí Podemos (USP)                         | 152   | 1,97                            |                                 |
| Santa Cruz de La Palma 17 concejales |             | Movimiento Alternativo Electoral (MAE)          | 150   | 1,95                            |                                 |
| Santa Cruz de La Palma 17 concejales |             | Ciudadanos (Cs)                                 | 145   | 1,88                            |                                 |
| Santa Cruz de La Palma 17 concejales |             | Vox (VOX)                                       | 137   | 1,78                            |                                 |
| Santa Cruz de La Palma 17 concejales | En blanco   | En blanco                                       | 88    | 1,14                            |                                 |
| Santa Cruz de La Palma 17 concejales | Votos nulos | Votos nulos                                     | 180   | Participación: \| \| 62,20 % \| | Participación: \| \| 62,20 % \| |
| Santa Cruz de La Palma 17 concejales | Votantes    | Votantes                                        | 7 886 | Participación: \| \| 62,20 % \| | Participación: \| \| 62,20 % \| |
|                                      | 62,20 %     |                                                 |       |                                 |                                 |

## Tazacorte
|                         | Candidatura | Candidatura                              | Votos | %                               | Concejales                      |
| ----------------------- | ----------- | ---------------------------------------- | ----- | ------------------------------- | ------------------------------- |
| Tazacorte 11 concejales |             | Nueva Canarias (NCa)                     | 1 142 | 43,38                           | 5                               |
| Tazacorte 11 concejales |             | Partido Socialista Obrero Español (PSOE) | 625   | 23,74                           | 3                               |
| Tazacorte 11 concejales |             | Coalición Canaria (CCa)                  | 470   | 17,85                           | 2                               |
| Tazacorte 11 concejales |             | Partido Popular (PP)                     | 273   | 10,37                           | 1                               |
| Tazacorte 11 concejales |             | Unidas Sí Podemos (USP)                  | 72    | 2,73                            |                                 |
| Tazacorte 11 concejales |             | Vox (VOX)                                | 33    | 1,25                            |                                 |
| Tazacorte 11 concejales | En blanco   | En blanco                                | 17    | 0,64                            |                                 |
| Tazacorte 11 concejales | Votos nulos | Votos nulos                              | 28    | Participación: \| \| 72,14 % \| | Participación: \| \| 72,14 % \| |
| Tazacorte 11 concejales | Votantes    | Votantes                                 | 2 660 | Participación: \| \| 72,14 % \| | Participación: \| \| 72,14 % \| |
|                         | 72,14 %     |                                          |       |                                 |                                 |

## Tijarafe
|                        | Candidatura | Candidatura                              | Votos | %                               | Concejales                      |
| ---------------------- | ----------- | ---------------------------------------- | ----- | ------------------------------- | ------------------------------- |
| Tijarafe 11 concejales |             | Coalición Canaria (CCa)                  | 627   | 46,34                           | 5                               |
| Tijarafe 11 concejales |             | Partido Popular (PP)                     | 363   | 26,82                           | 3                               |
| Tijarafe 11 concejales |             | Partido Socialista Obrero Español (PSOE) | 341   | 25,20                           | 3                               |
| Tijarafe 11 concejales | En blanco   | En blanco                                | 22    | 1,62                            |                                 |
| Tijarafe 11 concejales | Votos nulos | Votos nulos                              | 33    | Participación: \| \| 71,96 % \| | Participación: \| \| 71,96 % \| |
| Tijarafe 11 concejales | Votantes    | Votantes                                 | 1 386 | Participación: \| \| 71,96 % \| | Participación: \| \| 71,96 % \| |
|                        | 71,96 %     |                                          |       |                                 |                                 |

## Villa de Mazo
|                             | Candidatura | Candidatura                              | Votos | %                               | Concejales                      |
| --------------------------- | ----------- | ---------------------------------------- | ----- | ------------------------------- | ------------------------------- |
| Villa de Mazo 11 concejales |             | Partido Socialista Obrero Español (PSOE) | 700   | 26,47                           | 3                               |
| Villa de Mazo 11 concejales |             | Coalición Canaria (CCa)                  | 602   | 22,76                           | 3                               |
| Villa de Mazo 11 concejales |             | Movimiento Alternativo Electoral (MAE)   | 526   | 19,89                           | 2                               |
| Villa de Mazo 11 concejales |             | Partido Popular (PP)                     | 463   | 17,51                           | 2                               |
| Villa de Mazo 11 concejales |             | Mazo Activa Agrupación Electoral (M)     | 320   | 12,10                           | 1                               |
| Villa de Mazo 11 concejales | En blanco   | En blanco                                | 33    | 1,24                            |                                 |
| Villa de Mazo 11 concejales | Votos nulos | Votos nulos                              | 44    | Participación: \| \| 67,96 % \| | Participación: \| \| 67,96 % \| |
| Villa de Mazo 11 concejales | Votantes    | Votantes                                 | 2 688 | Participación: \| \| 67,96 % \| | Participación: \| \| 67,96 % \| |
|                             | 67,96 %     |                                          |       |                                 |                                 |